# Temelucha neojerseiensis
Temelucha neojerseiensis är en stekelart som beskrevs av Dasch 1979. Temelucha neojerseiensis ingår i släktet Temelucha och familjen brokparasitsteklar. Inga underarter finns listade i Catalogue of Life.